# A Origem dos Guardiões (jogo eletrônico)
Rise of the Guardians é um jogo eletrônico baseado no filme homônimo foi lançado pela D3 Publisher em 20 de novembro de 2012 na América do Norte, e lançado em 23 de novembro de 2012 na Europa. Ele permite aos jogadores realizar os Guardiões em sua batalha contra a Breu. Ele está disponível no Wii U, Wii, Xbox 360, PlayStation 3, Nintendo DS e Nintendo 3DS.

## Visão Geral
Os jogadores assumem o papel de personagens famosos de contos infantis clássicos, como Papai Noel, Fada do Dente, Coelhinho da Páscoa, Sandman e Jack Frost, trabalhando juntos para deter o temido Breu, um espírito do mal que quer fazer do mundo uma escuridão eterna. Neste jogo de ação e aventura, a missão dos jogadores é acabar com esse mal. A força dos Guardiões e das criaturas míticas está na quantidade de pessoas que acreditam neles. Assim, se Breu fizer as crianças desacreditarem, eles perdem poder, não serão visíveis e não conseguirão mudar o mundo. Com o multiplayer para até quatro jogadores, que podem entrar e sair quando quiserem, o jogador e sua equipe de guardiões realizam ataques em conjunto e várias outras jogadas, e vão manter a esperança, crença e a imaginação das crianças em todo o mundo.